# 埔里盆地群
埔里盆地群是臺灣位於南投縣中央地帶分布著大小不等的數十座盆地，其中以埔里盆地為埔里盆地群是面積最大，故以此命名。
埔里盆地群的分布，除了埔里、草湳兩座盆地是在埔里境內，還是主要集中在魚池境內居多，它的位置是座落在脊梁板岩山地之東，斷層山地之西，白姑山脈之南，玉山山塊之北，全境屬於埔里板岩山地，分布呈自北北東－南南西方向排列。據地質學家林朝棨先生所著《臺灣地形》記載，埔里盆地群共計十七座盆地（含計一座已失去盆地面東貓囒），現今所見日月潭是埔里盆地群的高地湖泊其中一座，形成在第四紀更新世初期，其餘盆地已經受河川切割而宣洩，這便是現今所見的埔里盆地群。埔里盆地群之中被歸類為主要盆地是以面積超過1平方公里來區分，由北至南分別埔里、魚池、日月潭、頭社等4座盆地。
關於小盆地群介紹，請參見小盆地群。

## 成因
埔里盆地最早的研究文獻是起自臺北帝大教授早坂一郎與富田芳郎，至今盆地的成因尚未有定論，由於在盆地面有曲窪之現象以及有斷層通過等發現，因此紛紛皆有不同研究分析結果與看法指出，得到埔里盆地的成因就有五說：
1. 地層曲窪、河流侵蝕形成
2. 斷層的拉張作用造成陷落
3. 橫移運動與拉張作用造成
4. 東西方向擠壓與南北方向拉張形成的地塹
5. 背負型的盆地

## 埔里盆地
全境座落埔里鎮境內，是諸座盆地位置最北且面積最大者，面積42平方公里，佔全鎮總面積約26%，海拔介於380～700公尺之間。

### 歷史

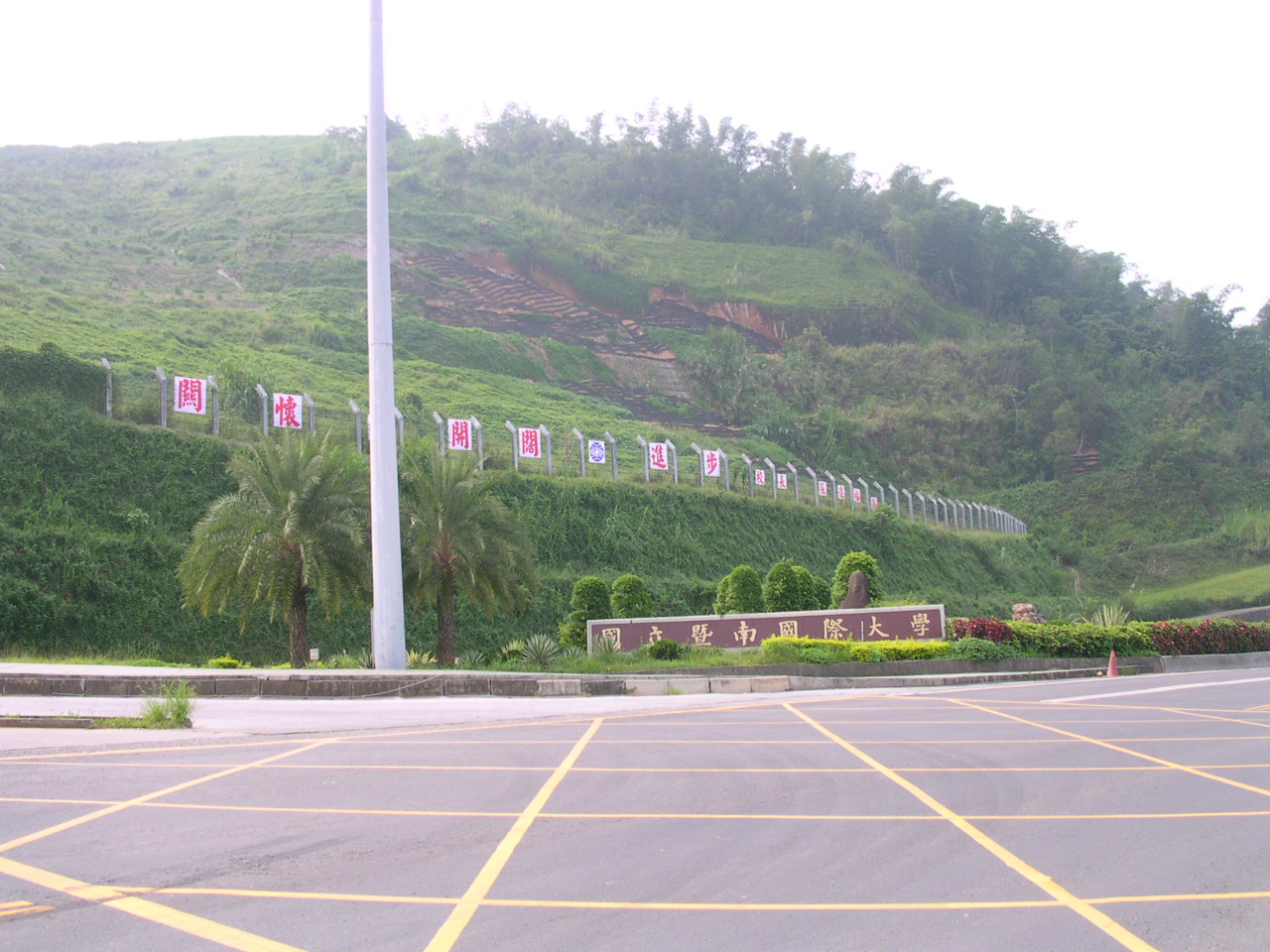
暨南大學座落於桃米坑臺地上，為埔里唯一的大學。校門前馬路是臺21線。

埔里盆地原為泰雅族與布農族兩大族群的生活地域，眉溪為界，北為泰雅族人，南為布農族人。清嘉慶十九年（1814年）遭到漢人的入侵而爆發郭百年事件，對泰雅、布農兩族的衝擊甚大，導致清政府一度禁止漢人入墾。依《公議同立合約字》記載，平埔原住民族群是在清道光三年（1823年）受邀入墾，較漢人晚於九年進駐，來自的族群有洪安雅、拍瀑拉、道卡斯、巴布薩與巴宰等五族十四社，是埔里有史以來最大規模移民潮。後來，清政府眼見漢人不斷地湧入埔里開墾，因此禁令無形中成了虛設，故臺灣兵備道夏獻綸於清光緒元年（1875年）11月8日解禁，劉銘傳在清光緒十三年（1887年）設埔裏社撫墾局，埔裏社撫墾局至日治時期仍然沿用。

### 地理

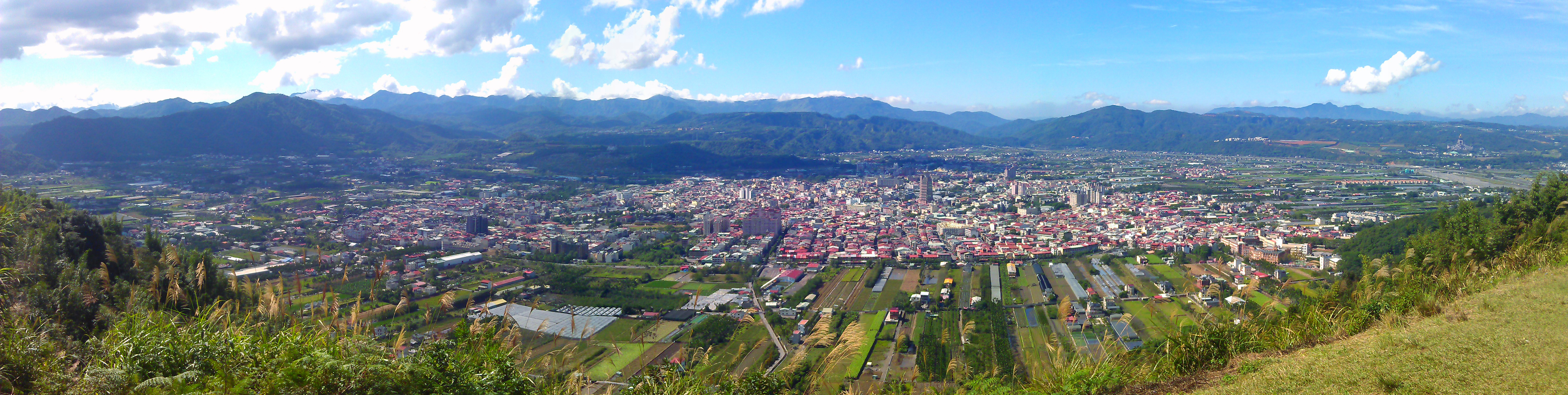
於虎頭山上鳥瞰埔里盆地

埔里盆地全境被北港溪、南港溪與眉溪沖積，形成大小不等，高度不一的數座盆地面，在埔里盆地西北境有大坪頂面，眉溪北岸有赤崁面、水蛙窟面，桃米溪西岸有桃米坑面，南港溪南岸有牛相觸面、蜈蚣窟面，眉溪與南港溪之間則是愛蘭臺地與廣大的埔里面，埔里市區正位在埔里面。
埔里盆地內多數地層屬於礫石沉積，其中大坪頂面、赤崁面與桃米坑臺地東側則發現紅土化地層，其餘呈現黃色或黃棕色。

埔里盆地受到眉溪、南港溪兩條河川切割，是屬於烏溪流域的盆地。眉溪是昔日泰雅族與布農族的界川，自北東眼山發源，沿著臺14線向西流入埔里盆地，於太陽廟納入南港溪；南港溪自外加道坑開始，經過牛洞峽谷之後，便進注入埔里盆地，直到觀音山附近形成峽谷、曲流，此處才算脫離埔里盆地。埔里市區就座落在眉溪、南港溪之間，因此進出埔里的交通，相當仰賴橋樑，也留下烏牛欄之役的歷史，愛蘭（昔稱烏牛欄）今成臺14線進入埔里的門戶。

## 魚池盆地

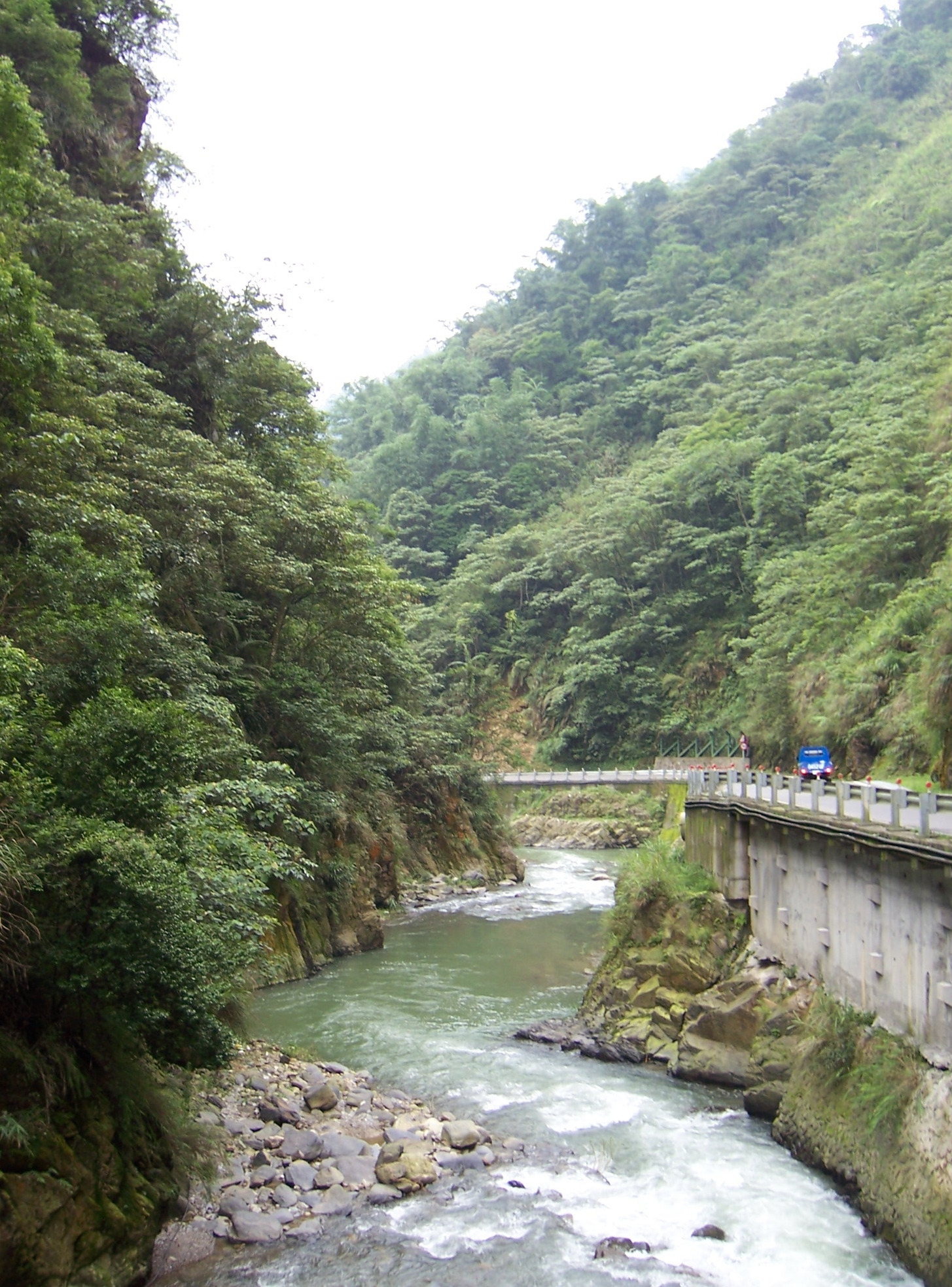
南烘溪牛洞峽谷有「埔里耶馬溪」美名。藍色車子行駛之公路即131縣道

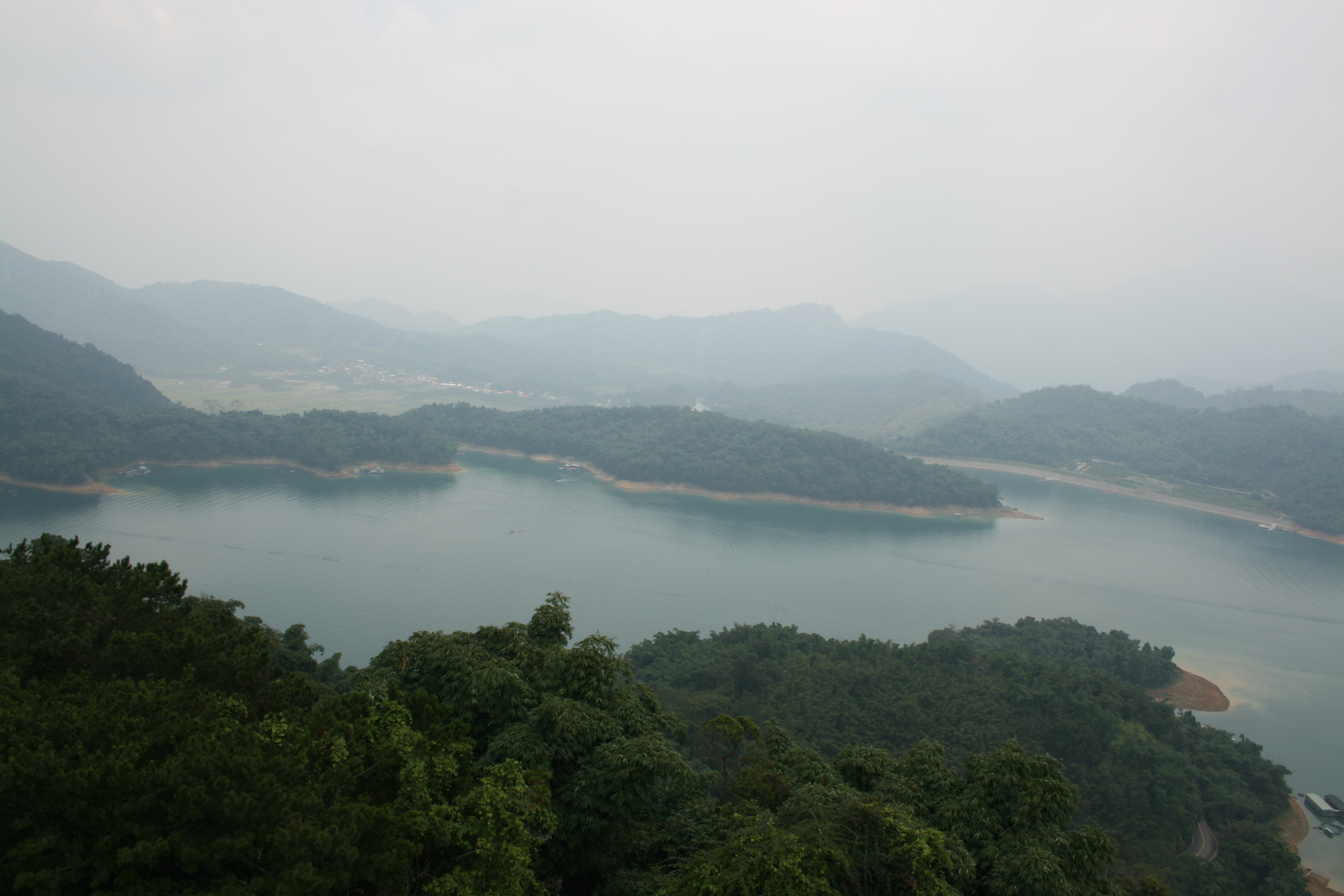
日月潭，遠方的平原為頭社盆地。

全境座落魚池鄉境內，海拔約在600～700公尺之間，面積約21平方公里，僅次於埔里盆地。魚池盆地位置在埔里盆地南方，與白葉山相隔，依照沖蝕程度、地質成份的不同，魚池盆地內形成數座落差的盆地面，自東向西分別為：木屐囒面、外加道面、長寮面、司馬鞍面與大林面，魚池市區就座落於大林盆地面上。

### 地理
魚池盆地境內有十一股溪、大林溪、東光溪流經，其中大林溪與東光溪於外加道坑匯流，始稱南港溪，是屬烏溪流域之盆地；繼續向北流去，在牛洞出現峽谷景觀，其景宛如日本耶馬溪，故得「埔里耶馬溪」美名，日治時期存有姊、妹兩橋。埔里耶馬溪的峽谷景觀是因南港溪的向源侵蝕造成，使魚池盆地之湖水由此渲洩，注入埔里盆地。

## 日月潭盆地
日月潭盆地的海拔較埔里與魚池兩座盆地高，約在720至780公尺之間。日月潭原是盆地，水源全仰賴雨水供應，最大的改變來自日治時期，為了發電之需而尋得日月潭做為水力發電，使日月潭打破原有封閉型湖泊之面貌，影響範圍也涉及邵族與平埔族的生活文化，以及原本日月潭地貌改觀，拉魯島露出潭面面積縮小，發電所需而取水，將日月潭由引水隧道與壓力鋼管連接濁水溪、水里溪，變成濁水溪水系之一環。
日月潭全境座落魚池鄉境內，日月潭的湖光山色、邵族文化、商業區的發展，加上周邊擁有九族文化村、文武廟、孔雀園、玄光寺等周邊景點已經與日月潭密切相連，另外潭之北岸有為湖岸步道，在貓囒有種植茶樹，是與日月潭水力電發工事同時期建造，為現今臺灣茶業改良場魚池分場，日月潭林總美景成為南投縣一大觀光旅遊勝地。

### 歷史
日月潭最大一次改變就屬水力發電，為了解決當務電力供需現況，臺灣電力株式會社看中日月潭的地理條件而選定作為水力發電，藉由武界壩攔截濁水溪溪水，經引水隧道供給日月潭水源，並在月潭西岸築起日月潭第一發電所（今大觀第一發電廠）取水口，以落差320公尺，經由壓力鋼管輸送至電廠，為了運送電廠興建所需要的材料，集集線鐵路因此孕育而生，這樣大興土木的情況，發生於大正八年（1919年）4月～昭和九年（1934年）6月期間，牽動了邵族族人居住環境。
在日月潭水力發電工程尚未動工，當時珠仔山(今拉魯島)較現今廣闊，邵族在此居住百餘年，因珠仔山被清政府破壞風水之後，爾後遷居至日月潭潭畔地區，後經瘟疫以及水力發電工程，使邵族被迫移居至五城、卜吉、審鹿、頭社、水社、貓囒等地，如今珠仔山早已無人居住。

### 地理
日月潭水源是取自海拔760公尺武界壩攔截濁水溪溪水，經由一條引水隧道引導溪水，降至海拔720公尺注入日月潭，在大竹湖附近以噴泉方式形成「日月湧泉」。日月潭水力發電工程於昭和九年（西元1934年）完工後，將原來日月潭湖面海拔726.8公尺提升至海拔750公尺，原來湖面面積約5.7平方公里擴張成面積約7.73平方公里，使日月潭一躍成為現今臺灣最大天然湖泊，形成門牌潭發電所（今大觀第一發電廠）水力發電的上池。

### 水庫現況
日月潭盆地是座兼負遊憩、發電的水庫，承載了1億4240萬立方公尺蓄水容量，自昭和九年（1934年）7月18日通水啟用日月潭水庫，依水利署調查發現，日月潭水庫在2006年呈現蓄水容量減少趨勢，採取2006年1月統計得知，日月潭水庫蓄水容量僅剩6869萬立方公尺。至於優養指數，依《環境保護統計年報》取1993年～2006年統計，日月潭水庫僅有1997年～1999年與2001年～2002年是呈現普養，其餘是呈現貧養狀況。有這樣情況，除了是因為日月潭本身是座離槽水庫外，要歸功於上游的霧社水庫，將上游集水區被霧社水庫給攔截、過濾，免除了上游帶來的藻類與漂流木。

## 小盆地群
埔里、魚池、日月潭等盆地為盆地群中面積前三大，其餘盆地的面積甚小，分別為草湳、蓮華池、山楂腳、毛蟹穴、有水坑、貓囒、東北旦與銃櫃等小盆地，其中蓮華池、毛蟹穴、貓囒與頭社等小盆地皆有附屬的盆地，附屬盆地是緊鄰在主盆地附近，分別為南蓮華池、北毛蟹穴、北貓囒與北頭社等小盆地，尚有一座失去盆地面的東貓囒盆地。

### 頭社盆地
全境位在魚池鄉境內，位在銃櫃盆地北方，依偎頭社山，緊鄰日月潭，面積僅次於日月潭盆地，約1.7平方公里。日治時期，日人有意開墾這座盆地，興建一條排水溝，將盆地內積水引流出去，但盆地內地質是泥炭層，在泥炭地層中承載水體，人走在其上便引起地表晃動，故有「活盆地」美名；相對卻對於耕地難行，築屋不穩，道路無法行經其上，因此若地層承受過多壓力便會地層下陷，因此至今可見盆地有許多未開墾的荒地，有的低窪處積水。活盆地吸引來遊客造訪，當地人利用這項景點來另謀出路，朝向觀光業發展，並且有日月潭環湖公路行經，距離公路不遠處便是林洋港先生故居，是一棟三合院外觀。另外，頭社盆地有株植物相當珍貴，由於盆地內積水被排出，草野氏在這發現這株有別於柳樹的植物，因此命名水社柳，在臺灣特有種植物是被列為瀕臨滅絕。

### 銃櫃盆地
全境位在魚池鄉境內，銃櫃盆地面積約0.7平方公里，位在頭社盆地南方，是埔里盆地群位置最南的一座盆地。盆地名取自當地魚池鄉武登村的舊名，是為了抵禦生蕃而建造的槍樓。

### 蓮華池盆地
蓮華池原名蓮花池，位在魚池鄉五城村境內，原有生長蓮花之湖泊，現今已經不見其景。盆地內有蛟龍溪、合坑溪、火焙坑溪與水社水尾溪等河川流經，向下游匯流於五城溪，最後出魚池鄉境，納入水里溪，為濁水溪流域。
依1961年～1996年氣象資料調查發現，蓮華池年降雨量2181.3公厘，年均溫20.77℃，平均相對濕度85.63%，為副熱帶濕潤氣候，但能造就出生物多樣性面貌是賜於日治時期設立試驗地。1918年4月23日設立藥用植物栽培試驗地，是農委會林業試驗所蓮華池研究中心之前身，擁有多達589種屬於原產物種，僅次於墾丁南仁湖。
現今仍保留日治時期創立的藥用植物園，專門培育樹種、林相調查等研究，保留的植物有許多臺灣特有種，面臨瀕臨滅絕程度且為特有種有：臺灣原始觀音座蓮、伊藤氏原始觀音座蓮、桃實百日青、呂氏菝葜、菱形奴草以及台灣肖楠等。另外，屬於稀少物種有：天料木、異葉陵齒蕨、尖葉水絲梨、南投石櫟、蓮華池桑寄生、日本山茶與柳葉山茶等諸多。

## 外部連結
- 山城埔里 埔里盆地群
- 埔里與魚池盆地之沉積與新構造研究
- 林業試驗所蓮華池研究中心轄區圖[永久]